# Lorenzo Bedeschi
Lorenzo Bedeschi (Villa Prati di Bagnacavallo, 18 agosto 1915 – Bologna, 17 novembre 2006) è stato un presbitero, partigiano e storico italiano.

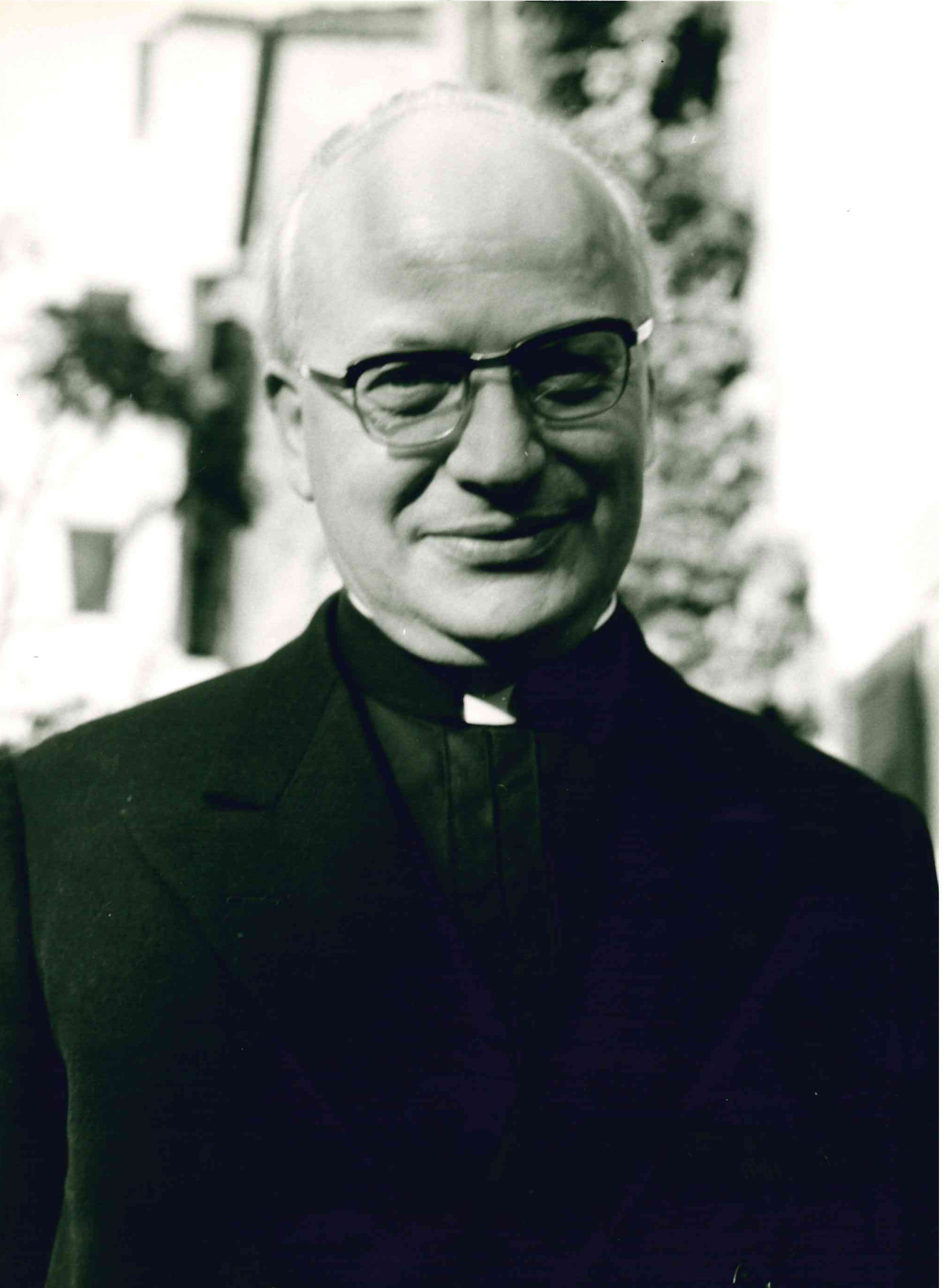
Lorenzo Bedeschi negli anni '80

Don Lorenzo Bedeschi è considerato il massimo studioso del modernismo cattolico. Per anni fu professore di storia contemporanea e di storia dei partiti e dei movimenti politici all'Università di Urbino.

## Biografia

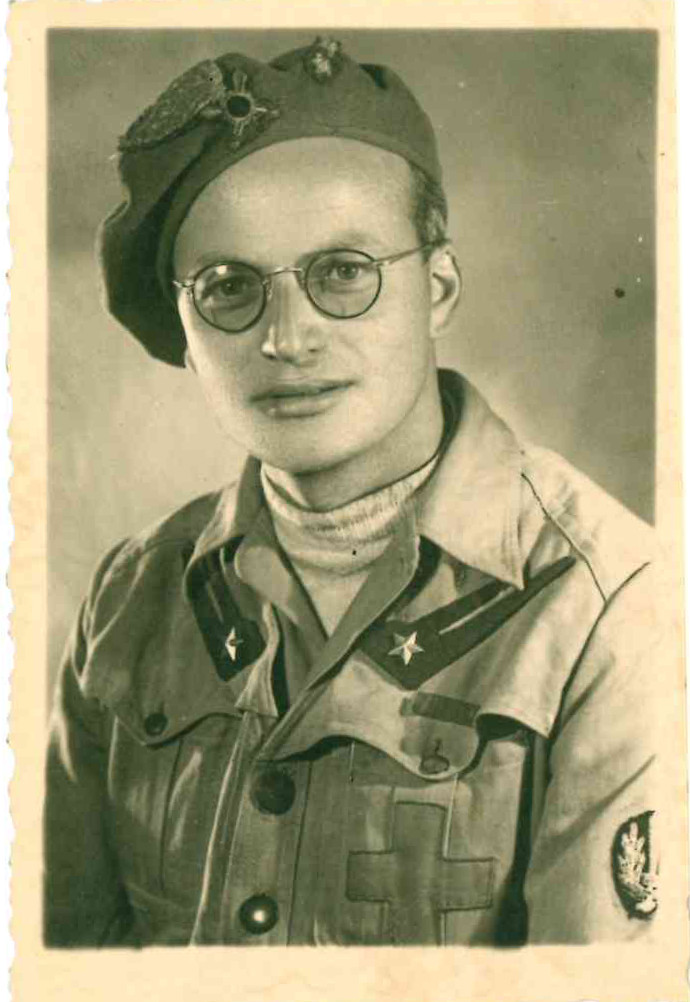
Lorenzo Bedeschi, cappellano militare, 1940-1943

Don Lorenzo Bedeschi nacque a Villa Prati, frazione di Bagnacavallo (RA) nel 1915 da una famiglia contadina di
tradizioni repubblicane. Intraprese giovanissimo gli studi religiosi, sviluppando sentimenti antifascisti che si manifestarono già nella sua prima predica pubblica, nell'estate del 1935 a Rossetta (altra frazione di Bagnacavallo), che gli procurò una denuncia da parte del federale di Ravenna.
Grazie all'intervento dell'arcivescovo di Ferrara Ruggero Bovelli (murriano) completò gli studi a Roma presso l'Università Gregoriana, dove si laureò l'11 giugno 1940, giorno di entrata in guerra dell'Italia.
Inviato nei Balcani come cappellano militare, assegnato all'83º Reggimento fanteria Divisione "Venezia", fu tratto in arresto per alcuni discorsi fatti ai soldati prima della Messa al campo. Sempre come cappellano militare, partecipò anche alla campagna di Grecia e di Jugoslavia, fino all'8 settembre 1943, quando partì dal Montenegro per tornare in Romagna, dove si unì al movimento antifascista locale, partecipando alla Resistenza nel Corpo Italiano di Liberazione. Nei mesi di gennaio e febbraio 1944 il Comando Alleato gli affidò la propaganda a «Radio Napoli«, in seguito partecipò attivamente alla guerra, rimase ferito e tornò quindi alla propaganda su «Radio VIII Armata» e «Radio Trieste». Alla fine della guerra venne insignito della medaglia d'argento al valore militare.
Fu tra le voci più attive e autorevoli del giornalismo cattolico italiano, scrisse per quotidiani come "L'avvenire d'Italia" di Bologna; collaborò anche al "Resto del Carlino". Seguì l'attività culturale, rerligiosa e politica di don Primo Mazzolari e fu redattore del suo periodico "Adesso".
Nel 1963 fu tra i fondatori della sede ravennate dell'Istituto Storico per la Resistenza.
Docente di storia contemporanea presso l'Università di Urbino, nel 1964 fondò e diresse il Centro per la storia del modernismo a Urbino, nel quale - in originale o in copia - confluirono le importanti collezioni documentarie, come carteggi e altre fonti da lui raccolte in archivi pubblici, ecclesiastici e privati e del cui comitato scientifico fecero parte alcuni dei più qualificati studiosi italiani.
Come riconoscenza per il lavoro di riscoperta del modernismo e della riforma religiosa portato avanti da don Bedeschi, Louise Juston-Sabatier donò al Centro studi l'importante archivio del padre, il pastore protestante francese Paul Sabatier; del trasporto da casa Sabatier, nota come La Maisonette, presso Saint Michel de Chanbrillanouix (Francia) a Urbino si occupò personalmente don Bedeschi nell'aprile 1979. Nel 1989 insieme a Carlo Bo promosse, sempre ad Urbino, l'istituzione della Fondazione Romolo Murri, nella quale confluì l'archivio del sacerdote marchigiano affidatogli dal figlio Stelvio.

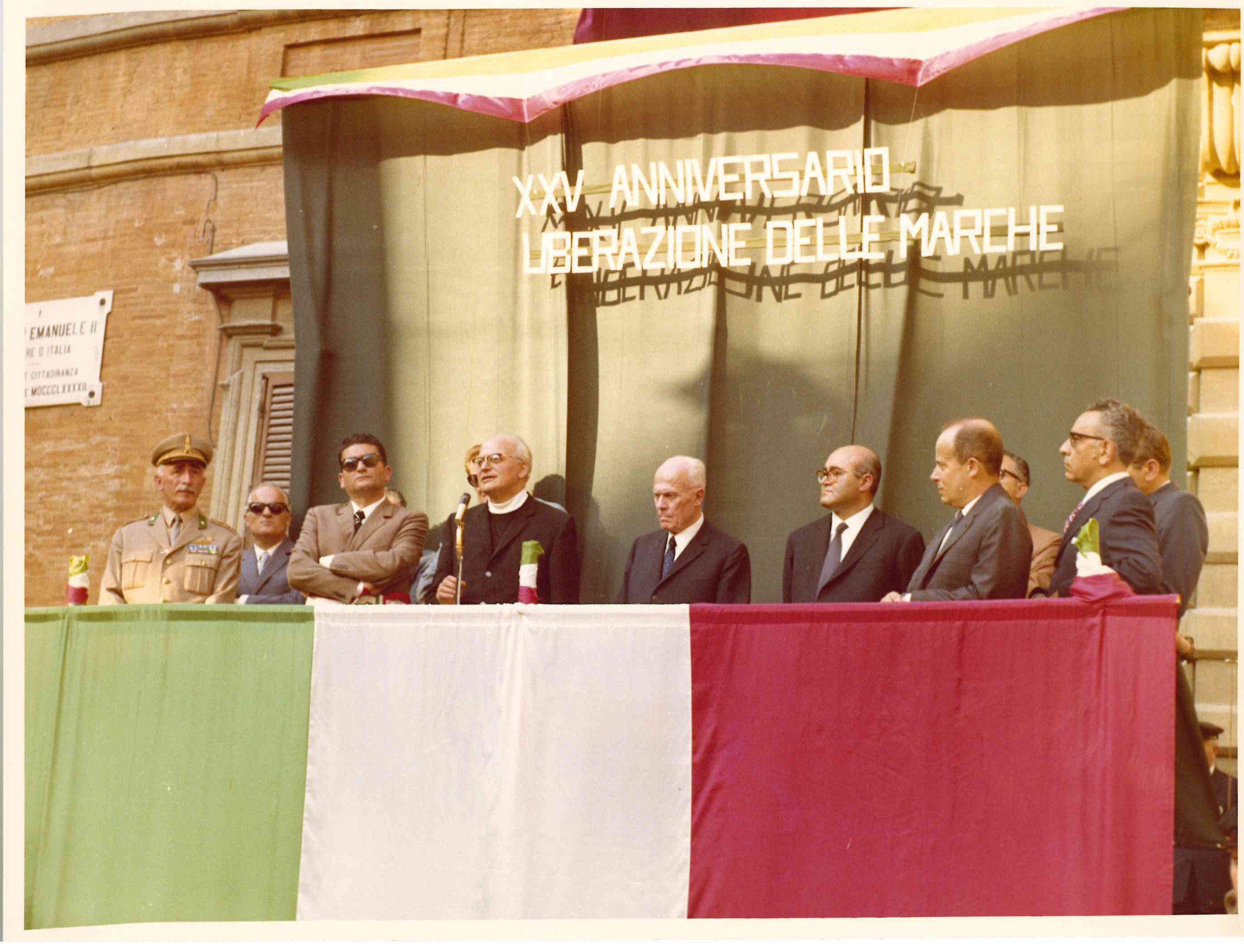
Lorenzo Bedeschi, sul palco per il 25 anniversario della Liberazione, Urbino, 1970

Fondò e diresse "Fonti e documenti", rivista di prestigio internazionale che pubblicò l'edizione critica dei carteggi fra i principali esponenti del movimento modernista cristiano. A fatti e figure di tale movimento furono dedicati decine di volumi, suoi, dei suoi allievi e dei collaboratori. Per molti anni, in estate, ad Urbino confluirono centinaia di insegnanti delle scuole secondarie e giovani ricercatori per seguire i corsi di aggiornamento sulla storia e la cultura contemporanee da lui promossi e diretti.
Contemporaneamente alla sua attività accademica e storiografica, don Lorenzo Bedeschi ha sempre svolto l'attività sacerdotale. È stato autore di oltre 80 libri.
Nel 1968 fu tra i protagonisti dell'iniziativa che, in risposta all'appello di Ferruccio Parri, portò - per la prima volta - alla presenza di personalità di rilievo della cultura italiana (tra le quali alcuni cattolici) tra le candidature unitarie PCI-PSIUP al Senato della Repubblica.
La città di Urbino, per la molteplicità delle iniziative da lui svolte all'Università e per l'apporto dato allo sviluppo della città e del territorio nonché dell'immagine internazionale del centro marchigiano, gli conferì la cittadinanza onoraria. È stato insignito della cittadinanza onoraria anche di Polverigi (AN) e Legnano (MI).
Ha lasciato la sua biblioteca all'Università urbinate per arricchire quella della Fondazione Romolo Murri. Identica destinazione ha avuto il suo ricco archivio personale, il cui inventario è consultabile in rete.

## Opere
- Lorenzo Bedeschi, Un cattolico al Quirinale, Roma, Quattrucci, 1958
- Lorenzo Bedeschi, I cattolici disubbidienti, Napoli [etc.],  Bianco, 1959 (2. ed. 1961)
- Lorenzo Bedeschi,  Giuseppe Donati, Roma, Cinque lune, 1959
- Lorenzo Bedeschi, Le origini della gioventù cattolica: dalla caduta del governo pontificio al primo congresso cattolico di Venezia su documenti inediti d'archivio, Bologna, Cappelli, 1959
- Francesco Lanzoni, Scritti politici (1899-1929), a cura e con introduzione di Lorenzo Bedeschi, Brescia, Morcelliana, 1964
- Il diario di don Minzoni, a cura e con introduzione di Lorenzo Bedeschi, Brescia, Morcelliana, [1965]
- Primo Mazzolari, La Chiesa, il fascismo e la guerra, [introduzione e cura di Lorenzo Bedeschi], Firenze, Vallecchi, 1966
- Lorenzo Bedeschi, I pionieri della D.C.: modernismo cattolico 1896-1906, Milano, Il Saggiatore, 1966
- Lorenzo Bedeschi, La sinistra cristiana e il dialogo con i comunisti, Parma, Guanda, 1966
- Lorenzo Bedeschi, Uno che ha attraversato la linea, presentazione di Arrigo Boldrini, [S.l. : s.n., 1966?]
- Giovanni Minzoni, La crisi di un prete: memorie, 1910-1915, [introduzione e cura di Lorenzo Bedeschi], Firenze, Vallecchi, [1967]
- Lorenzo Bedeschi, Il modernismo e Romolo Murri in Emilia e Romagna, Parma, Guanda, 1967
- Lorenzo Bedeschi, Il cardinale destituito: documenti sul caso Lercaro, Torino, Gribaudi, 1968
- Riforma religiosa e curia romana all'inizio del secolo, a cura di Lorenzo Bedeschi, Milano, Il saggiatore, 1968
- Lorenzo Bedeschi, Dal movimento di Murri all'appello di Sturzo: nel cinquantenario del Partito popolare italiano, Milano, Ares, 1969
- Lorenzo Bedeschi, Buonaiuti, il Concordato e la Chiesa: con un'appendice di lettere inedite, Milano, Il saggiatore, 1970
- Lorenzo Bedeschi, Lineamenti dell'antimodernismo: il caso Lanzoni, Parma, Guanda, 1970
- Lorenzo Bedeschi, Lettere ai cardinali di Don Brizio, Bologna, EDB, 1970
- Lorenzo Bedeschi, Don Minzoni: il prete ucciso dai fascisti, Milano, Bompiani, 1973
- Lorenzo Bedeschi,  L'ideologia politica del Corpo italiano di liberazione, Urbino, Argalia, 1973
- Lorenzo Bedeschi, Cattolici e comunisti: dal socialismo cristiano ai cristiani marxisti, Milano, Feltrinelli, 1974 (2. ed. 1975)
- Lorenzo Bedeschi, Il giovane De Gasperi e l'incontro con Romolo Murri, Milano, Bompiani, [1974]
- Lorenzo Bedeschi, Modernismo a Milano, Milano, Pan, 1974
- Obbedientissimo in Cristo: lettere di don Primo Mazzolari al suo Vescovo (1917-1959), [a cura di] Lorenzo Bedeschi, Milano,  A. Mondadori, 1974
- Lorenzo Bedeschi, Interpretazioni e sviluppo del Modernismo cattolico, Milano, Bompiani, [1975]
- Lorenzo Bedeschi, L'ultima battaglia di don Mazzolari: “Adesso” 1949-1959, Brescia, Morcelliana, 1990
- Lorenzo Bedeschi, Scristianizzazione e nuovi credenti all'alba del 900 nella bassa Romagna, Urbino, Quattro venti, 1991
- Lorenzo Bedeschi,  L'avanguardia cristiana e i cattolici democratici nel forlivese, Urbino, QuattroVenti, 1992
- Lorenzo Bedeschi, Un'isola bianca nella rossa Padania: momenti e figure del cattolicesimo democratico faentino, Urbino, Quattro venti, 1993
- Lorenzo Bedeschi, Murri, Sturzo, De Gasperi: ricostruzione storica ed epistolario, 1898-1906, Cinisello Balsamo, San Paolo, 1994
- Lorenzo Bedeschi, I cattolici democratici nelle Marche all'alba del '900, Urbino, QuattroVenti, 1995
- Lorenzo Bedeschi, Il modernismo italiano: voci e volti, Cinisello Balsamo, San Paolo, 1995
- Piero Bargellini, Carlo Bo, Il tempo de Il frontespizio: carteggio, 1930-1943, a cura di Lorenzo Bedeschi, Cinisello Balsamo, San Paolo, 1998
- Lorenzo Bedeschi, Cristianesimo e libertà: il discorso di Romolo Murri, San Marino 1902, Urbino, QuattroVenti, 1999
- Lorenzo Bedeschi, L'altra Romagna, Soveria Mannelli, Rubbettino, 2000
- Lorenzo Bedeschi, L'antimodernismo in Italia: accusatori, polemisti, fanatici, Cinisello Balsamo, San Paolo, [2000]
- Società religiosa e civile nel Feretrano all'alba del '900: atti del Convegno di studi: Pennabilli, 16 settembre 2000, a cura di Lorenzo Bedeschi, Pennabilli, Società di studi storici per il Montefeltro, 2001
- Lorenzo Bedeschi, Due coscienze a disagio: Romolo Murri e Tommaso Gallarati Scotti, carteggio 1902-1912, Cinisello Balsamo, San Paolo, 2002
- Lorenzo Bedeschi, Profeti minori del '900: le avanguardie nascoste del rinnovamento cattolico, Milano, Àncora, 2004
- Lorenzo Bedeschi, L'altra Resistenza: nel sessantesimo anniversario della Liberazione, Fabriano, Centro Studi don Giuseppe Riganelli, 2005
- Romolo Murri, Carteggio, a cura di Lorenzo Bedeschi, Roma, Edizioni di storia e letteratura, 1970-2006, 4 v.
- Lorenzo Bedeschi, L'idea del partito nazionale fra i cattolici italiani: da Murri a Sturzo, Urbino, QuattroVenti, [2006]